# Jim Dreyer
Jim Dreyer (Grand Rapids (Michigan), 16 augustus 1963) is een Amerikaans ultra-atleet, bijgenaamd De Haai, wegens zijn zwemprestaties. 
Hij stak verschillende meren zwemmend over, zoals:  
- Michiganmeer (105km)
- Huronmeer (84 km)
- Eriemeer (48 km, als onderdeel van een duatlon)
- Ontariomeer (90 km, als onderdeel van een hele triatlon)
- Michiganmeer (over de hele lengte van het meer, ca. 679 km, in 18 etappes)
- Superiormeer (95 km)

Dreyer behaalde vele records tijdens deze overtochten. Ook en heeft hij vele ultra-marathon en triatlonawards gewonnen. Echter zijn zwemprestaties worden niet erkend door de FINA (de overkoepelende internationale zwembond), omdat ze met wetsuit en zonder begeleiding zijn gedaan.
Op 28 augustus 2006 heeft Dreyer een poging gedaan het record voor de grootste overtocht in open water, wat stond op 125 mijl, te verbreken. Helaas moest hij wegens zeer sterke stromingen, koude en vermoeidheid zijn recordpoging na 50 mijl staken.
Met zijn zwemprojecten probeert hij geld in te zamelen en aandacht te vestigen op "Grote Zusters van Grote Broers van Amerika". 